# Kenpō

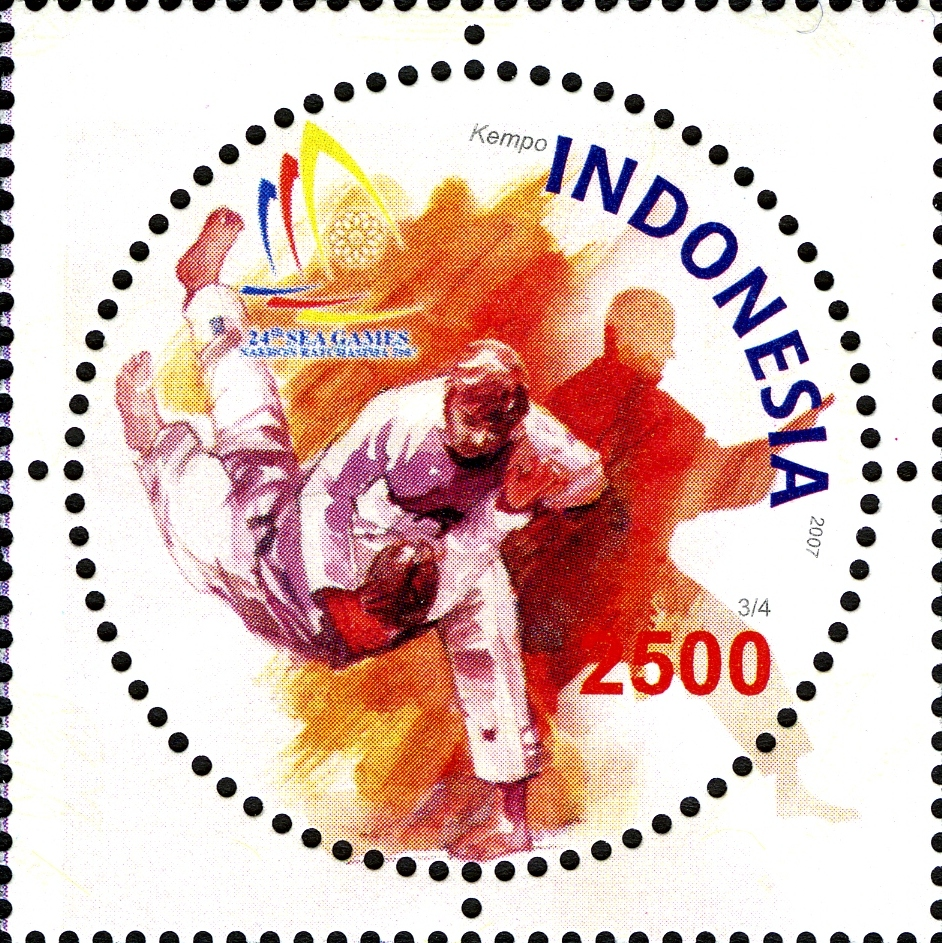
Selo de 2007 da Indonésia homenageando o kempo

Kempo ou kenpo (em japonês:  拳法; literalmente, lei do punho) é o termo japonês para kung fu. Em chinês, se diz Chuang Fa.